# Val McDermid
Pour les articles homonymes, voir McDermid.
Val McDermid, née le 4 juin 1955 à Kirkcaldy, en Écosse, est une écrivaine britannique, auteur principalement de romans policiers.

## Biographie
À 17 ans, Val McDermid est la première étudiante d'une école publique écossaise à fréquenter le St Hilda's College à l'Université d'Oxford. Diplôme en poche, elle s'engage dans le journalisme pendant une quinzaine d'années à Glasgow et à Manchester. Engagée dans les mouvements de gauche et de contestation pendant l'ère Thatcher, elle amorce en 1984 l'écriture d'un roman policier qu'elle met trois ans à achever : le succès de Report for Murder détermine sa vocation littéraire.
Son œuvre, qui développe les thèses féministes et engagées, compte quatre séries policières aux héros récurrents distincts : Lindsay Gordon, une journaliste lesbienne apparue dans son tout premier roman, partage plusieurs points communs avec Val McDermid ; Kate Brannigan, une détective privée ; le Dr Tony Hill, profileur, et l'inspectrice Carol Jordan mènent des enquêtes dans des milieux particulièrement glauques et violents ; enfin Karen Pirie, DCI à la "Police Scotland’s Historic Cases Unit". Les romans de Val McDermid sont d'ailleurs associés au Tartan noir, une conjonction stylistique entre le roman noir et la culture écossaise.
Val McDermid est aussi critique de littérature policière pour la presse écrite et, s'étant toujours intéressée à l'écriture dramatique, collabore à des émissions radiophoniques de la BBC.
Avec son épouse, la géographe Jo Sharp, elles vivent avec leurs trois chats à Manchester et possèdent une maison de campagne dans le Northumberland.

## Œuvre

### Romans

#### SérieLindsay Gordon
- Report for Murder (1987)
- Common Murder (1989) Publié en français sous le titre Une mort pacifique, traduit par Pascal Loubet, Paris, Librairie des Champs-Élysées, coll. « Le Masque », no 2405, 1998  (ISBN 2-7024-2837-1)
- Final Edition (1991) — Titres alternatifs (États-Unis) : Open and Shut, Deadline for Murder
- Union Jack (1993) — Titre alternatif (États-Unis) : Conferences are Murder
- Booked for Murder (1996)
- Hostage to Murder (2003)

#### SérieKate Brannigan
- Dead Beat (1992) Publié en français sous le titre Le Dernier Soupir, traduit par Catherine Richard, Paris, Librairie des Champs-Élysées, coll. « Le Masque », no 2173, 1994  (ISBN 2-7024-2413-9)
- Kick Back (1993) Publié en français sous le titre Retour de manivelle, traduit par Pascal Loubet, Paris, Librairie des Champs-Élysées, coll. « Le Masque », no 2223, 1995  (ISBN 2-7024-2556-9)
- Crack Down (1994) Publié en français sous le titre Crack en stock, traduit par Frédérique Revuz, Paris, Librairie des Champs-Élysées, coll. « Le Masque », no 2269, 1996  (ISBN 2-7024-2614-X)
- Clean Break (1995) Publié en français sous le titre Arrêts de jeu, traduit par Marie-Blanche Fenwick, Paris, Librairie des Champs-Élysées, coll. « Le Masque », no 2287, 1996  (ISBN 2-7024-2642-5)
- Blue Genes (1996) Publié en français sous le titre Gènes toniques, traduit par Theodore C. Lang, Paris, Librairie des Champs-Élysées, coll. « Le Masque », no 2307, 1997  (ISBN 2-7024-2724-3)
- Star Struck (1998) - Prix du roman d'aventures Publié en français sous le titre Mauvais Signes, traduit par Pascal Loubet, Paris, Librairie des Champs-Élysées, coll. « Le Masque », no 2383, 1998  (ISBN 2-7024-2879-7)

#### SérieTony Hill & Carol Jordan
- The Mermaids Singing (1995) - Gold Dagger Award Publié en français sous le titre Le Chant des sirènes, traduit par Annie Hamel, Paris, Éditions du Masque, 1997  (ISBN 2-7024-2688-3) ; réédition, Paris, Le Livre de poche no 17069, 1999  (ISBN 2-253-17069-0) ; réédition, Paris, J'ai lu. Thriller no 8392, 2007  (ISBN 978-2-290-00424-1)
- The Wire in the Blood (1997) - Adapté en série télévisée sous le même titre Publié en français sous le titre La Fureur dans le sang, traduit par Pascal Loubet, Paris, Éditions du Masque, 1998  (ISBN 2-7024-7876-X) ; réédition, Paris, Le Livre de poche no 17100, 1999  (ISBN 2-253-17100-X)
- The Last Temptation (2002) Publié en français sous le titre La Dernière Tentation, traduit par Catherine Richard, Paris, Éditions du Masque, 2003  (ISBN 2-7024-8103-5) ; réédition, Paris, J'ai lu. Thriller no 7409, 2004  (ISBN 2-290-33932-6)
- The Torment of Others (2004) Publié en français sous le titre La Souffrance des autres, traduit par Philippe Bonnet et Arthur Greenspan, Paris, Éditions du Masque, 2006  (ISBN 978-2-7024-3367-6) ; réédition, Paris, J'ai lu. Thriller no 8672, 2008  (ISBN 978-2-290-00426-5)
- Beneath the Bleeding (2007) Publié en français sous le titre Sous les mains sanglantes, traduit par Philippe Bonnet et Arthur Greenspan, Paris, Éditions du Masque, 2009  (ISBN 978-2-7024-3414-7) ; réédition, Paris, J'ai lu. Thriller no 9545, 2011  (ISBN 978-2-290-02475-1)
- Fever of the Bone (2009) Publié en français sous le titre Fièvre, traduit par Matthieu Farcot, Paris, Flammarion, 2012  (ISBN 978-2-0812-5219-6) ; réédition, Paris, J'ai lu. Thriller no 10311, 2013  (ISBN 978-2-290-05759-9)
- The Retribution (2011) Publié en français sous le titre Châtiments, traduit par Perrine Chambon et Arnaud Baignot, Paris, Flammarion, 2014  (ISBN 978-2-08-131189-3) ; réédition, Paris, J'ai lu. Thriller, 2015  (ISBN 2-290-08310-0)
- Cross and Burn (2013) Publié en français sous le titre Une Victime idéale, traduit par Perrine Chambon et Arnaud Baignot, Paris, Flammarion, 2016  (ISBN 978-2-08-137965-7)
- Splinter The Silence (2015) Publié en français sous le titre Les Suicidées, traduit par Perrine Chambon et Arnaud Baignot, Paris, Flammarion, 2017  (ISBN 978-2-08-139566-4)
- Insidious Intent (2017) Publié en français sous le titre Voyages de noces, Paris, Flammarion, 2020  (ISBN 978-2-081-50042-6)
- How the Dead Speak (2019) Publié en français sous le titre Ainsi parlent les morts, Paris, Flammarion, 2022  (ISBN 978-2-080-26477-0)

#### SérieKaren Pirie
- The Distant Echo (2003) Publié en français sous le titre Quatre garçons dans la nuit, traduit par Philippe Bonnet et Arthur Greenspan, Paris, Éditions du Masque, 2005  (ISBN 2-7024-3253-0) ; réédition, Paris, J'ai lu. Thriller no 8025, 2006  (ISBN 2-290-34998-4)
- A Darker Domain (2008) Publié en français sous le titre Sans laisser de traces, traduit par Matthieu Farcot, Paris, Flammarion, 2011  (ISBN 978-2-08-124905-9) ; réédition, Paris, J'ai lu. Thriller no 9655, 2012  (ISBN 978-2-290-03647-1)
- The Skeleton Road (2014) Publié en français sous le titre Skeleton Road, traduit par Arnaud Baignot et Perrine Chambon, Paris, Flammarion, 2018  (ISBN 978-2-081421-240)
- Out of Bounds (2016) Publié en français sous le titre Hors limites, traduit par Arnaud Baignot et Perrine Chambon, Paris, Flammarion, 2019  (ISBN 978-2-0814-2651-1)
- Broken Ground (2018) Publié en français sous le titre Terrain accidenté, traduit par Perrine Chambon, Paris, Flammarion, 2021  (ISBN 978-2-081504-226)
- Still Life (2020) Publié en français sous le titre Ombres et Lumière, traduit par Perrine Chambon, Paris, Flammarion, 2023  (ISBN 978-2-080267-504)
- Past Lying (2023)

#### SérieAllie Burns
- 1979 (2021) Publié en français sous le titre 1979, Paris, Harper Collins, 2024
- 1989 (2022) Publié en français sous le titre 1989, Paris, Harper Collins, 2025

#### Autres romans
- A Place of Execution (1999) Publié en français sous le titre Au lieu d'exécution, traduit par Gérard-Henri Durand, Paris, Éditions du Masque, 2000  (ISBN 2-7024-7917-0) ; réédition, Paris, J'ai lu. Thriller no 6779, 2003  (ISBN 2-290-32479-5)
- Killing the Shadows (2000) Publié en français sous le titre Le Tueur des ombres, traduit par Éric Moreau, Paris, Éditions du Masque, 2001  (ISBN 2-7024-7983-9) ; réédition, Paris, J'ai lu. Thriller no 6778, 2003  (ISBN 2-290-32478-7)
- The Grave Tattoo (2005) Publié en français sous le titre Noirs Tatouages, traduit par Philippe Bonnet et Arthur Greenspan, Paris, Éditions du Masque, 2008  (ISBN 978-2-7024-3331-7) ; réédition, Paris, J'ai lu. Thriller no 8964, 2009  (ISBN 978-2-290-01450-9)
- Cleanskin (2006), court roman
- Trick of the Dark (2011) Publié en français sous le titre Comme son ombre, traduit par Matthieu Farcot, Paris, Flammarion, 2013  (ISBN 978-2-08-125220-2) ; réédition, Paris, J'ai lu. Thriller no 10707, 2014  (ISBN 978-2-290-07802-0)
- The Vanishing Point (2012) Publié en français sous le titre Lignes de fuite, traduit par Perrine Chambon et Arnaud Baignot, Paris, Flammarion, 2015  (ISBN 978-2-08-136606-0)
- Northanger Abbey (2014) Publié en français sous le titre Northanger Abbey, Saint-Victor d'Épine, Terra Nova, 2014  (ISBN 978-2-8246-0457-2)

### Recueils de nouvelles
- The Writing on the Wall (1997), recueil édité à 200 exemplaires
- Stranded : a Collection of Short Fiction (2005)
- Cross Roads (2013)
- Gunpowder Plots (2013)

### Essai
- A Suitable Job for a Woman (1994, préface de Nevada Barr)

### Autres publications
- Life's Too Short (2010)
- My Granny Is a Pirate (2012)
- Forensics: An Anatomy of Crime (2014)

## Prix et distinctions

### Prix
- 1995 : Gold Dagger Award pour The Mermaids Singing[2]
- 1998 : Prix du roman d'aventures pour Une mort pacifique[3]
- 2000 : Prix Barry du meilleur roman britannique pour Au lieu d'exécution (A Place of Execution)[4]
- 2001 : Prix Anthony pour A Place of Execution[5]
- 2001 : Prix Dilys pour A Place of Execution[6]
- 2001 : Prix Macavity pour A Place of Execution[7]
- 2004 : Prix Barry du meilleur roman britannique pour Quatre garçons dans la nuit (The Distant Echo) [4]
- 2008 : The Alice B Readers Award (en)[8]
- 2010 : Cartier Diamond Dagger[9]
- 2011 : Prix Barry du meilleur livre de poche original pour Fièvre (Fever of the Bone)[4]
- Prix Anthony 2016 du meilleur ouvrage non fictionnel pour Forensics: What Bugs, Burns, Prints, DNA and More Tell Us About Crime[5]

### Nominations
- Prix Anthony 1995 du meilleur roman pour Crack Down[5]
- Prix Silver Dagger 1994 pour Crack Down[2]
- Prix Silver Dagger 1999 pour A Place of Execution[2]
- Prix Silver Dagger 2004 pour The Torment of Others[2]
- Prix Edgar-Allan-Poe 2001 du meilleur roman pour A Place of Execution[10]
- Prix Barry 2002 du meilleur roman britannique pour Killing the Shadows[4]
- Prix Edgar-Allan-Poe 2016 du meilleur ouvrage non fictionnel pour Forensics: What Bugs, Burns, Prints, DNA and More Tell Us About Crime[10]
- Prix Macavity 2022 du meilleur roman pour 1979[7]
- Prix Sue Grafton 2024 pour Past Lying[10]